# شو نانان
شو نانان (انگلیسی: Xu Nannan؛ زادهٔ ۱۶ اوت ۱۹۷۷) از برندگان مدال‌های بازی‌های المپیک اهل چین است.